# Düsseldorf Wehrhahn
Düsseldorf Wehrhahn – przystanek kolejowy w Düsseldorfie, w kraju związkowym Nadrenia Północna-Westfalia, w Niemczech. Przystanek ma jeden peron.
| Düsseldorf Wehrhahn           |  |                |
| Linia Köln Hbf – Duisburg Hbf |  |                |
| Düsseldorf Hbf                |  | Düsseldorf Zoo |